# Jean-François Le Sueur
Jean-François Le Sueur (také Lesueur, 15. února 1760, Drucat, Francie – 6. října 1837, Paříž) byl francouzský hudební skladatel, dirigent a pedagog.

## Život
Narodil se v Drucatu v blízkosti Abbeville. Byl prasynovcem malíře Eustacha Le Sueura. Začínal jako sborista v kostele sv. Wolframa v Abbeville a v katedrále v Amiens, kde také získal základy hudebního vzdělání. V roce 1778 byl jmenován sbormistrem v katedrále v Sées a poté odešel do Paříže studovat harmonii u abbé Nicolase Roze, sbormistra kostela Neviňátek. Působil v Dijonu (1779), Le Mans (1782) a v Tours (1783), aby posléze vystřídal abbé Rose v kostele Neviňátek v Paříži. Na základě konkurzu se v roce 1786 stal ředitelem kůru v katedrále Notre-Dame de Paris.
Na svátek Nanebevzetí Panny Marie inovoval s velkým úspěchem bohoslužby zavedením orchestru a tyto koncerty duchovní hudby zaplňovaly katedrálu nadšenými posluchači. Na druhé straně si tak přivolal nepřátelství konzervativních církevních kruhů. Na to odpověděl pamfletem Exposé d'une musique imitative et particulière à chaque solennité (1787). V době finanční krize Francie byl výrazně seškrtán rozpočet na hudbu v katedrále, takže se Le Seur musel velkých orchestrálních koncertů vzdát, což vedlo k tomu, že resignoval na své místo.
V letech 1788–92 působil v Londýně. Vrátil se do revoluční Paříže a v Théâtre Feydeau uvedl s úspěchem tři své opery: La Caverne, ou le Repentir (1793), Paul et Virginie, ou le Triomphe de la vertu (1794) a Télémaque dans l'île de Calypso, ou le Triomphe de la sagesse (1796).
V roce 1793 byl jmenován profesorem na École de la Garde Nationale a v roce 1796 také na nově založené konzervatoři. Vedle slavných skladatelů a hudebních teoretiků jako byli Luigi Cherubini, François-Joseph Gossec, Étienne-Nicolas Méhul, Honoré Langlé, Charles Simon Catel a Jean-Baptiste Rey byl nucen učit pouze elementární základy a hlasová cvičení. Spolu s Jeanem-Baptistem Reyem ostře kritizovali konzervativní metody výuky na konzervatoři i vedení konzervatoře a po publikaci pamfletu Projet d'un plan général de l'instruction musicale en France byli oba v roce 1802 propuštěni. Opéra national de Paris odmítla jeho další dvě opery (Ossian, ou Les bardes a La mort d'Adam) a bez stálých příjmů se Le Sueur ocitl na pokraji chudoby.
V roce 1804 jej však Napoleon Bonaparte jmenoval kapelníkem v Tuileries, kde nahradil Giovanniho Paisiella. Pro korunovaci Napoleona zkomponoval Triumfální pochod a hymny Unxerunt Salomonem a Tu es Petrus, řídil slavnostní mši Paisiella a Vivat svého učitele abbé Roze. V roce 1813 byl jmenován členem Akademie krásných umění, kde nahradil André Grétryho a byl vyznamenán Řádem čestné legie.
Za Restaurace Bourbonů byl jmenován skladatelem královské kapely a dirigentem orchestru Opery. Od roku 1818 učil opět na konzervatoři a stal se velmi úspěšným pedagogem. Mezi jeho žáky byli např. Hector Berlioz, Ambroise Thomas, Charles Gounod, Louis Désiré Besozzi a Antoine François Marmontel.
Zemřel 6. října 1837 v Paříži ve věku 77 let. Je pohřben na hřbitově Père-Lachaise. Původní bronzová socha skladatele byla roztavena v průběhu německé okupace za 2. světové války a je nahrazena novou, moderní.

## Dílo

### Oratoria
- Ruth et Noëmi (1811)
- Ruth et Booz (1811)
- Debbora
- Rachel
- Oratorio de Noël (Vánoční oratorium)
- Tři pašijová oratoria
- Korunovační oratoria

### Opery
- La caverne, 16. února 1793, Paris, Théâtre Feydeau, libreto Paul Dercy podle románu Alain-René Lesage Gil Blas
- Paul et Virginie ou Le Triomphe de la vertu, 13. ledna 1794, Paris, Théâtre Feydeau, libreto Alphonse du Congé Dubreuil podle románu Jacques-Henri Bernardin de Saint-Pierre
- Télémaque dans l'île de Calypso ou Le triomphe de la sagesse, 11. květen 1796, Paris, Théâtre Feydeau, libreto Paul Dercy
- Ossian, ou Les bardes, 10. července 1804, Paris, Opéra, libreto Paul Dercy a Jacques-Marie Deschamps
- L'inauguration du temple de la victoire, 2. ledna 1807, Paris, Opéra, libreto Pierre Baour-Lormian,
- Le triomphe de Trajan (ve spolupráci s Louis-Luc Loiseau de Persuis), 23. října 1807, Paris, Opéra, libreto Joseph-Alphonse Esménard
- La mort d'Adam et son apothéose, 21. března 1809, Paris, Opéra, libreto Nicolas-François Guillard podle Friedrich Gottlieb Klopstock
- Alexandre à Babylone, komponována 1814–1825, neprovedena, libreto Pierre Baour-Lormian